# Exarchat apostolique d'Argentine des Melkites
L'exarchat apostolique d'Argentine des Melkites (en espagnol : Exarcado apostólico de Argentina) est un exarchat apostolique de l'Église grecque-catholique melchite en Argentine directement soumis au Saint-Siège.

## Territoire
L'exarchat a juridiction sur tous les fidèles de l'Église grecque-catholique melchite qui résident en Argentine. Le siège éparchial est à Córdoba où se trouve la cathédrale Saint-Georges avec 3 paroisses (Córdoba, Rosario et Buenos Aires) dans tout le pays.

## Historique
L'exarchat apostolique est érigé le 21 mars 2002 par la constitution apostolique Quandoquidem saeculorum du pape Jean-Paul II et nomme comme premier exarque Georges Nicolas Haddad, membre de la société des missionnaires de Saint Paul.

## Évêques
- Georges Nicolas Haddad, S.M.S.P (20 avril 2002 - 19 décembre 2005)
- Jean-Abdo Arbach, B.C (17 octobre 2006 - 23 juin 2012), nommé archéparche de Homs dei Melchiti
- Ibrahim Salameh, S.M.S.P (15 août 2013 - 14 janvier 2023)
  - Jean Abou Charouche, depuis 14 janvier 2023 (administrateur apostolique)